# Nathaniel Palmer
Nathaniel Brown Palmer (Stonington, 8 agosto 1799 – Stonington, 21 giugno 1877) è stato un navigatore, esploratore e cacciatore di foche statunitense.

## Cacciatore di foche ed esplorazione antartica
Negli anni 1810 le pelli delle foche dei mari antartici erano molto preziose come oggetto da vendere in Cina. Essendo un cacciatore di foche capace e senza paura, Palmer ottenne il primo incarico di comando all'età di 21 anni. Il suo vascello, un piccolo sloop di nome Hero, era lungo soli 14 metri. Palmer si diresse a sud sulla Hero all'inizio dell'estate antartica del 1820–1821. Cercando in maniera aggressiva nuove colonie di foche a sud di Capo Horn, il 17 novembre 1820, Palmer e i suoi uomini divennero i primi statunitensi e il terzo gruppo in generale a scoprire la penisola Antartica. Le più grandi navi capitanate da Fabian Gottlieb von Bellingshausen e Edward Bransfield dissero di aver avvistato la terra già nel 1820. Assieme al cacciatore inglese George Powell, Palmer scoprì il vicino arcipelago delle Isole Orcadi Meridionali.

## Mercante e sviluppo delle navi clipper
Dopo aver concluso una carriera da cacciatore di foche ricca di successi Palmer, ancora nel fiore degli anni, si dedicò alla guida di navi veloci per i trasporti espressi. Nel 1843 il capitano Palmer assunse il comando della Paul Jones nel suo viaggio inaugurale da Boston a Hong Kong, giungendovi 111 giorni dopo. In questo nuovo ruolo il capitano del Connecticut percorse molte delle principali rotte mondiali. Osservando forze e debolezze delle barche che navigavano gli oceani in quel periodo, Palmer progettò miglioramenti a scafo e sartiame. Questi miglioramenti permisero a Palmer di partecipare allo sviluppo a metà del XIX secolo delle navi clipper.
Palmer concluse la sua carriera di navigatore e si trasferì nella sua città natale di Stonington, diventando proprietario di navi clipper pilotate da altri. Morì nel 1877 all'età di 77 anni.

## Retaggio di Antartide ed oltre
La terra di Palmer, parte della penisola Antartica, e l'arcipelago Palmer sono dedicati a lui.
Un programma scientifico antartico gestito dal governo statunitense continua a ricordare il ruolo di Palmer nell'esplorazione dell'Antartide. La stazione Palmer, situata nelle isole delle foche che Palmer esplorò, la nave clipper N.B. Palmer (costruita da Jacob Aaron Westervelt) e la rompighiaccio antartica RV Nathaniel B. Palmer prendono il nome dal capitano Palmer.
La baia di Hero nelle isole Shetland Meridionali prende il nome dalla nave di Palmer, la Hero, uno dei vascelli della flotta di Pendleton partita da Stonington che visitò le isole nel 1820-1821.
La Hero dà il nome anche alla rupe di Hero, una scarpata scoperta nell'emisfero meridionale del pianeta Mercurio nel 1973.

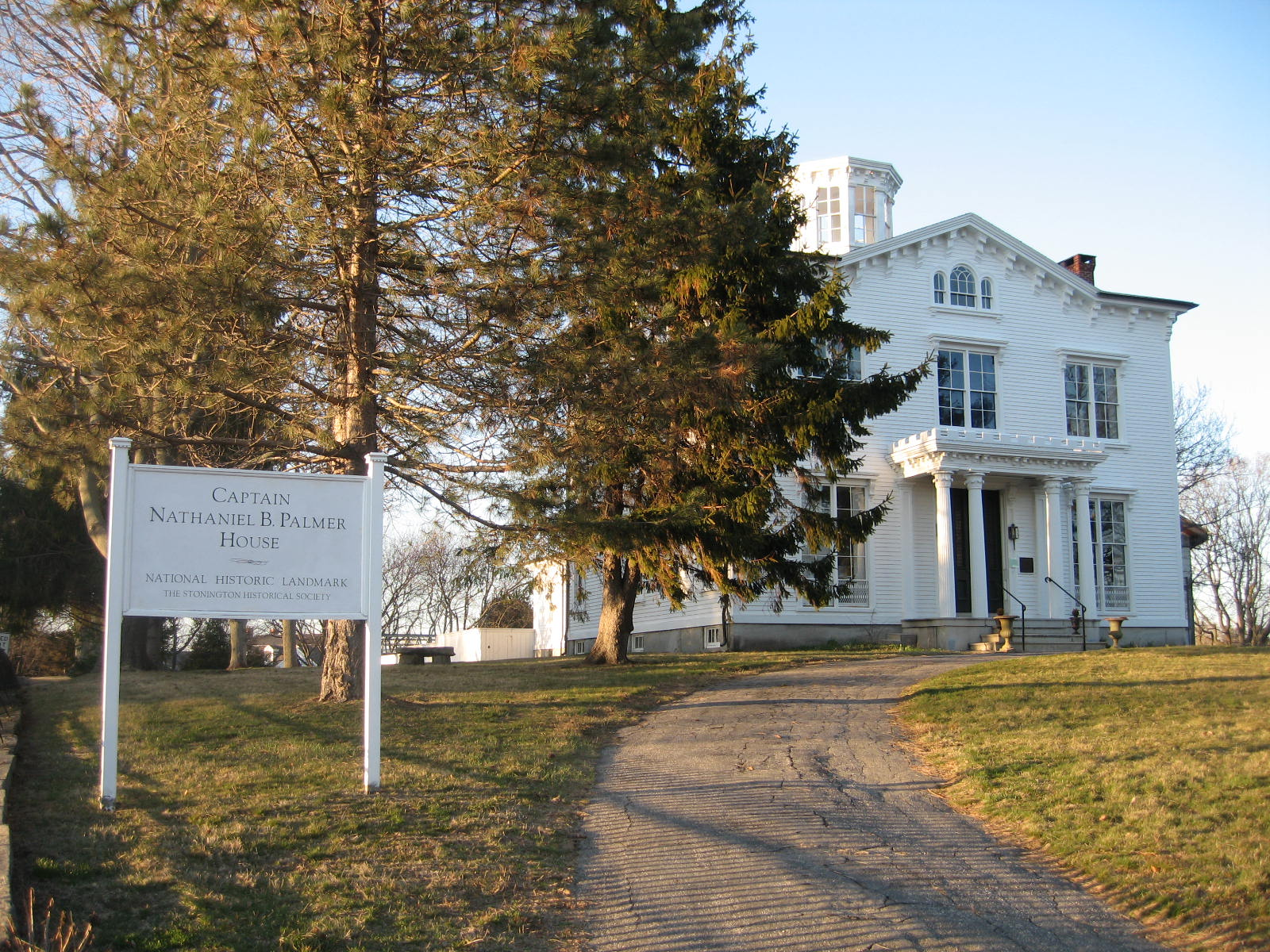
Capt. Nathaniel B. Palmer House, Stonington, Connecticut

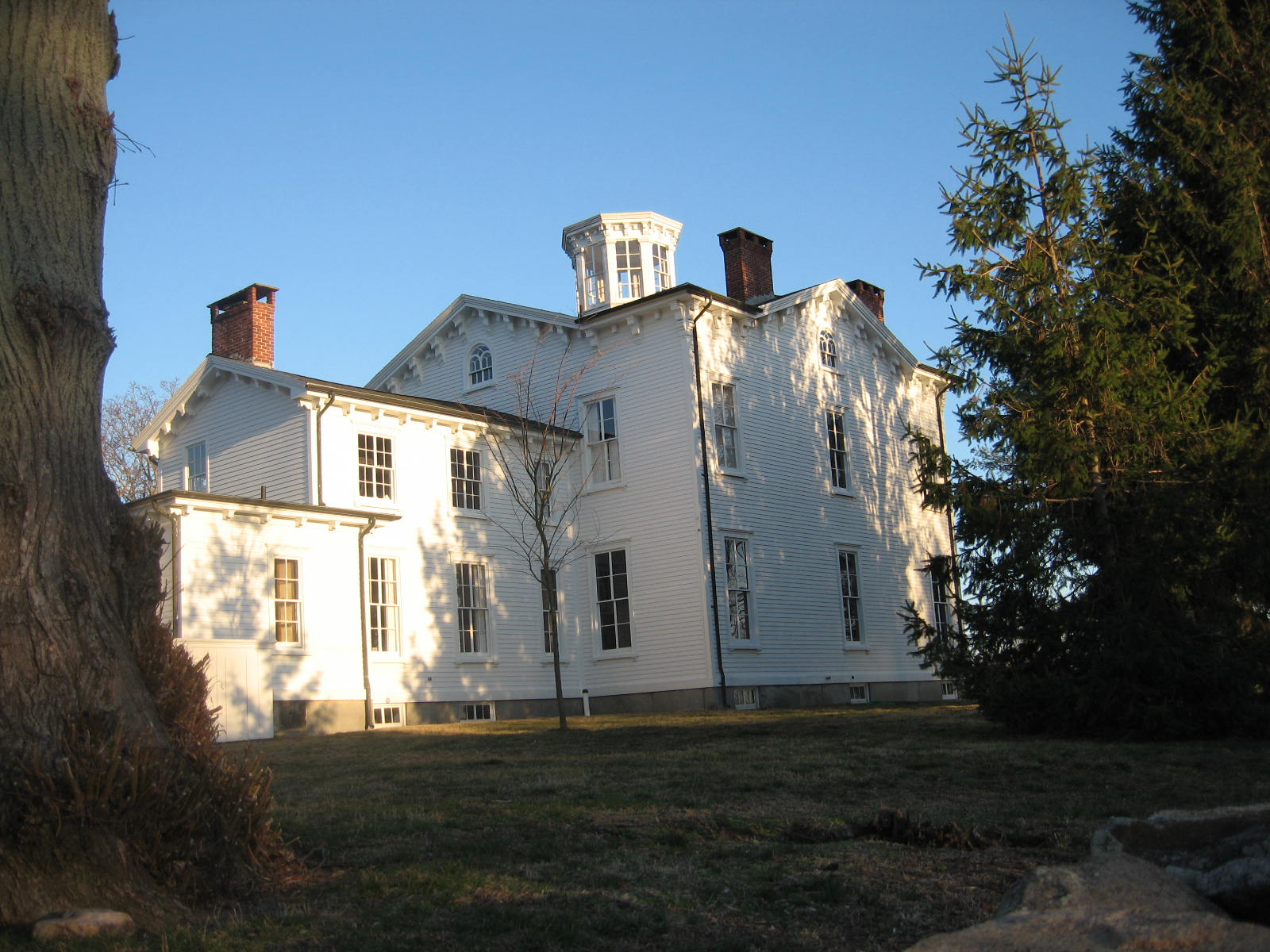
Capt. Nathaniel B. Palmer House, vista posteriore

La sua casa a Stonington, la Capt. Nathaniel B. Palmer House, fu dichiarata National Historic Landmark nel 1996.